# Kapela sv. Marije Magdalene (Kuzminec)
Kapela sv. Marije Magdalene   je rimokatolička građevina u mjestu Kuzminec, općina Mihovljan. Kapela je zaštićeno kulturno dobro.

## Opis dobra
Kapela sv. Marije Magdalene smještena je na osamljenom mjestu u naselju Kuzminec, uz cestu Radoboj – Mihovljan. Podignuta je na pavlinskom posjedu. Prvi put se spominje 1456. g., a po opisima iz vizitacija može se zaključiti da je kapela 1676. g. bila obnovljena. Pravilno je orijentirana. Građena ja od kamena lomljenca kao jednoprostorna građevina s trostranim zaključkom te baroknom sakristijom i otvorenim trijemom pred glavnim pročeljem. Ulazna su vrata šiljata i profilirana dvjema konkavnim udubinama među kojima je štap. Uz gotički dovratnik te nad vanjskim oltarom na glavnom pročelju nalazi se zidna slika iz 1777. g. Iznad ulaznih vrata ima drveni tornjić, Dachreiter.

## Zaštita
Pod oznakom Z-3513 zavedena je kao nepokretno kulturno dobro – pojedinačno, pravnog statusa zaštićena kulturnog dobra, klasificirano kao "sakralna graditeljska baština".